# Pedro Benítez de Lugo
Pedro Nicolás Benítez de Lugo y Piña de Vergara  (La Orotava, 1667-La Habana, 4 de diciembre de 1702) fue un militar español que ejerció como gobernador y capitán general de Cuba (1702 a 1705), hasta su destitución por Luis Chirino Vandevale, tres años después de su muerte. 

## Biografía
Nacido en la localidad tinerfeña de La Orotava, en las islas Canarias, fue bautizado el 18 de abril de 1667. Fue criado en una familia noble, hijo de  Diego Benítez de Lugo y Vergara, IV, I marqués de Zelada, y de Isabel Benítez Xuárez Gallinato y Fonseca, ambos nativos también de La Orotava e hijos de otros lugareños de la villa (salvo la madre de Diego Benítez, quien era de La Laguna). 
Se unió al Ejército en su juventud. Durante su carrera militar, luchó en diferentes campañas en América. Destacándose en las campañas en las que él participó, logró ascender a sargento mayor del tercio de infantería de Canarias. Desde allí, fue enviado a Flandes, donde adquirió el grado de maestre de campo y comandó el ejército de ese lugar. Eventualmente, también logró ascender hasta el grado de general de batalla. 
Sus reconocimientos lo llevaron a ser nombrado gobernador y capitán general de Cuba por parte de la Corona española en 1702. Murió el 4 de diciembre de ese año, en La Habana, Cuba, mientras ejercía como gobernador. Sin embargo, no fue realmente destituido hasta 1705, cuando fue reemplazado por Luis Chirino Vandevale. Su rango militar fue la de “Gentilhombre de Cámara de Su Alteza Electoral (Sajonia)  y Caballero de la Orden de Santiago.  